# Elektrische Feldstärke
Die physikalische Größe elektrische Feldstärke beschreibt die Stärke und Richtung eines elektrischen Feldes, also die Fähigkeit dieses Feldes, Kraft auf Ladungen auszuüben. Sie ist ein Vektor und ist in einem gegebenen Punkt definiert durch
{\displaystyle {\vec {E}}={\frac {\vec {F}}{q}}\,}.
{\displaystyle q} steht für eine kleine Probeladung, die sich am gegebenen Ort befindet, {\displaystyle {\vec {F}}} ist die auf diese Probeladung wirkende Kraft. Diese Definition ist wegen der Proportionalität von Kraft und Ladung sinnvoll.

Die elektrische Feldstärke in der Nähe von zwei gegensinnigen elektrischen Ladungen. Die Länge der Pfeile ist ein Maß für die Feldstärke an ausgewählten Punkten.

## Einheit
Die SI-Einheit der elektrischen Feldstärke {\displaystyle {\vec {E}}} ist Newton pro Coulomb oder Volt pro Meter. Es gilt:
{\displaystyle \mathrm {{\frac {N}{C}}={\frac {J}{C\cdot m}}={\frac {V\cdot A\cdot s}{A\cdot s\cdot m}}={\frac {V}{m}}} }

## Zusammenhang mit der elektrischen Flussdichte
Die elektrische Flussdichte {\displaystyle {\vec {D}}} beschreibt die Überlagerung von elektrischem Feld und elektrischer Polarisation {\displaystyle {\vec {P}}}. Nach den  Materialgleichungen der Elektrodynamik gilt:
{\displaystyle {\vec {D}}=\varepsilon _{0}{\vec {E}}+{\vec {P}}=\varepsilon _{0}\varepsilon _{r}{\vec {E}}}
mit der elektrischen Feldkonstanten {\displaystyle \varepsilon _{0}} und der relativen Permittivität {\displaystyle \varepsilon _{r}}.
Im Vakuum vereinfacht sich dies zu:
{\displaystyle {\vec {D}}=\varepsilon _{0}{\vec {E}}}.

## Zusammenhang mit dem elektrischen Potential
Die elektrische Feldstärke {\displaystyle {\vec {E}}} lässt sich aus dem zugehörigen Potential berechnen. Die entsprechende Gleichung der Elektrodynamik berücksichtigt sowohl das elektrische Potential {\displaystyle \Phi }, als auch das magnetische Vektorpotential {\displaystyle {\vec {A}}} und deren Zeitabhängigkeit:
{\displaystyle {\vec {E}}({\vec {r}},t)=-{\vec {\nabla }}\Phi ({\vec {r}},t)-{\frac {\partial }{\partial t}}{\vec {A}}({\vec {r}},t)}
Im Rahmen der Elektrostatik vereinfacht sich der Zusammenhang zum negativen Gradienten des skalaren elektrischen Potentials {\displaystyle \Phi }:
{\displaystyle {\vec {E}}({\vec {r}})=-{\vec {\nabla }}\Phi ({\vec {r}})}
Umgekehrt ist die Potentialdifferenz (also die elektrische Spannung {\displaystyle U}) zwischen zwei Punkten A und B das Linienintegral (die Aufsummierung) über das Skalarprodukt von elektrischer Feldstärke und Linienelement auf dem (in der Elektrostatik beliebigen) Integrationsweg von A nach B:
{\displaystyle U_{AB}=\Phi ({\vec {r}}_{A})-\Phi ({\vec {r}}_{B})=\int _{r_{A}}^{r_{B}}{\vec {E}}\cdot \mathrm {d} {\vec {s}}\,}.

## Spezialfälle

### Homogenes Feld
In einem homogenen elektrischen Feld, d. h. in allen Punkten von gleicher Stärke und damit mit parallelen und mit gleichem Abstand verlaufenden Feldlinien, ergibt sich mit dem Betrag der Feldstärke {\displaystyle E=|{\vec {E}}|} und dem Weg {\displaystyle d} folgende vereinfachte Beziehung für die Spannung:
{\displaystyle U=E\cdot d}
Dies ist zum Beispiel näherungsweise im mittleren Teil eines Plattenkondensator der Fall, wobei der Weg {\displaystyle d} dem Abstand der Platten entspricht.
Beispiel: Zwischen zwei Platten eines Kondensators mit dem Abstand 0,1 mm und der Feldstärke 50 kV/m besteht eine Spannung von 5 V.

### Radialfeld
Im Radialfeld um eine Punktladung {\displaystyle Q} beträgt die elektrische Feldstärke
{\displaystyle {\vec {E}}={\frac {Q}{4\pi \varepsilon _{0}r^{2}}}\cdot {\vec {e}}_{r}}
Daraus folgt für zwei Punktladungen {\displaystyle Q_{1}} und {\displaystyle Q_{2}} das Coulombsche Gesetz:
{\displaystyle {\vec {F}}={\frac {1}{4\pi \varepsilon _{0}}}\cdot {\frac {Q_{1}Q_{2}}{r^{2}}}\cdot {\vec {e}}_{r}}.

## Größenbeispiele
| Bereich                        | Elektrische Feldstärke |
| ------------------------------ | ---------------------- |
| Atmosphäre                     | 100 bis 200 V/m        |
| in der 230V-Steckdose          | bis 15 kV/m            |
| Durchschlagfestigkeit der Luft | 3 MV/m                 |
| Kondensator                    | 1 bis 10 MV/m          |